# Свердловская областная дума
Свердловская областная дума (офиц. — Свердловская областная Дума) — законодательный орган власти Свердловской области, существовавший в 1994—1996 годах. Заменил собой Свердловский областной Совет народных депутатов. В апреле 1996 года преобразована в двухпалатное Законодательное собрание Свердловской области.

## История
Свердловская областная дума заменила собой Свердловский областной Совет народных депутатов. Свердловская областная дума была избрана 10 апреля 1994 г. в соответствии с Временным положением о выборах депутатов Свердловской областной Думы, утверждённым постановлением главы администрации Свердловской области № 24 от 25 января 1994 года. Согласно ему, выборы проходили в семи четырёхмандатных округах по мажоритарной системе (победителями становились 4 кандидата, набравших наибольшие количества голосов). Границы этих округов соответствовали границам одномандатных избирательных округов по выборам депутатов Государственной Думы в 1993 году. Всего было избрано 28 депутатов со сроком полномочий два года.
Согласно принятой Конституции РФ субъекты федерации получили право формировать свои законодательные органы.
Первые выборы законодательного органа Свердловской области по новой конституции прошли 10 апреля 1994 года. Победу одержали две партии, впоследствии составившие единственную в истории области правящую коалицию: Преображение Урала известного авантюриста Эдуарда Росселя (3 голоса) и Партия российского единства и согласия, от которой избрались перспективные молодые политики Антон Баков и Александр Бурков.
Первое заседание думы проходило 28-29 апреля 1994 г. На нём избран председатель Думы — Э. Э. Россель, утверждена структура Думы (4 комитета), сформирована мандатная комиссия и заслушан её доклад об итогах выборов.
25 ноября 1994 года дума приняла Устав Свердловской области, который 5 декабря 1994 года был утверждён главой администрации Свердловской области А. Л. Страховым. Устав предусматривал существование избираемого Губернатора Свердловской области как высшего должностного лица области, Правительства Свердловской области как исполнительного и распорядительного органа власти и двухпалатного Законодательного собрания Свердловской области как органа законодательной власти. До выборов Законодательного собрания в апреле 1996 года его полномочия продолжала исполнять Свердловская областная Дума. Кроме Устава, за два года работы Дума приняла ещё ряд важных областных законов: «О референдуме в Свердловской области», «О бюджетном процессе в Свердловской области», «Об адресной социальной помощи», «О выборах депутатов Законодательного Собрания Свердловской области», «О выборах Губернатора Свердловской области» и т. д. Всего было принято 77 областных законов.

## Руководство Свердловской областной думы

### Председатели Свердловской областной думы
- Россель Эдуард Эргартович (28 апреля 1994 — 23 августа 1995)
- Сурганов Вячеслав Сергеевич (6 сентября 1995 — апрель 1996)

### Заместители председателя Свердловской областной думы
- Сурганов Вячеслав Сергеевич (12 мая 1994 — 6 сентября 1995)
- Ветрова Наталья Константиновна (5 октября 1995 — 26 февраля 1996)

### Председатели комитетов и постоянных комиссий
- Баков Антон Алексеевич — председатель комитета по вопросам законодательства и местного самоуправления (с 27 июня 1994 г.)
- Гвоздева Светлана Николаевна — председатель комитета по экономической политике, бюджету, финансам и налогам (12 мая 1994 — 18 января 1996), одновременно председатель комиссии по Регламенту (28 июня 1994 — 18 января 1996)
- Якимов Виктор Васильевич — председатель комитета по экономической политике, бюджету, финансам и налогам (с 18 января 1996 г.)
- Ветрова Наталья Константиновна — председатель комитета по социальной политике (12 мая 1994 — 5 октября 1995)
- Дубинкин Сергей Васильевич — председатель комитета по социальной политике (с 15 ноября 1995 г.)
- Никифоров Валерий Сергеевич — председатель комитета по аграрной политике, природопользованию и охране окружающей среды (с 12 мая 1994 г.)
- Трушников Валерий Георгиевич — председатель мандатной комиссии (с 28 апреля 1994 г.)

## Депутаты Свердловской областной думы
| Депутат                                 | Округ                   | Кем выдвинут         | Должность на момент избрания | Примечания                           |
| --------------------------------------- | ----------------------- | -------------------- | --- | ------------------------------------ |
| Акулов Сергей Александрович             | Орджоникидзевский (№ 5) | группой избирателей  | начальник Управления здравоохранения Администрации г. Екатеринбурга                                                                                     |                                      |
| Баков Антон Алексеевич                  | Серовский (№ 7)         | ПРЕС                 | начальник Урало-Поволжского управления Министерства по делам национальностей и региональной политике РФ                                                 |                                      |
| Бурков Александр Леонидович             | Серовский (№ 7)         | ПРЕС                 | заведующий отделом региональной экономики Центра экономических реформ Правительства РФ                                                                  |                                      |
| Ветрова Наталья Константиновна          | Орджоникидзевский (№ 5) | группой избирателей  | помощник заместителя главы администрации г. Екатеринбурга                                                                                               |                                      |
| Волков Владимир Анатольевич             | Орджоникидзевский (№ 5) | группой избирателей  | заместитель председателя Экономического комитета по программам развития Уральского региона, бывший народный депутат СССР                                |                                      |
| Воробьёва Элла Леонидовна               | Каменск-Уральский (№ 3) | группой избирателей  | председатель Комитета по вопросам семьи, материнства и детства Администрации Свердловской области                                                       |                                      |
| Гвоздева Светлана Николаевна            | Артёмовский (№ 1)       | «Действие»           | вице-президент АКБ «Золото-Платина-Банк», 17 декабря 1995 г. избрана депутатом Государственной думы                                                     | сложила полномочия 18 января 1996 г. |
| Гребёнкин Анатолий Викторович           | Верх-Исетский (№ 2)     | «Выбор России»       | заведующий кафедрой Уральского государственного университета, бывший председатель Свердловского облсовета                                               |                                      |
| Диденко Николай Наумович                | Нижнетагильский (№ 4)   | группой избирателей  | глава администрации г. Нижнего Тагила |                                      |
| Долганов Олег Владимирович              | Верх-Исетский (№ 2)     | группой избирателей  | президент АО «Зенит» |                                      |
| Дубинкин Сергей Васильевич              | Артёмовский (№ 1)       | «Преображение Урала» | управляющий отделением Пенсионного фонда РФ по Свердловской области                                                                                     |                                      |
| Заводов Валерий Геннадьевич             | Первоуральский (№ 6)    | группой избирателей  | председатель правления Уралтрансбанка |                                      |
| Зеленюк Татьяна Алексеевна              | Серовский (№ 7)         | группой избирателей  | директор Дома детства, г. Верхотурье |                                      |
| Комратов Юрий Сергеевич                 | Нижнетагильский (№ 4)   | группой избирателей  | генеральный директор АО «Нижнетагильский металлургический комбинат»                                                                                     |                                      |
| Копытов Михаил Николаевич               | Первоуральский (№ 6)    | АПР                  | директор ТОО «Красноуфимское» |                                      |
| Котков Анатолий Степанович              | Нижнетагильский (№ 4)   | ДПР                  | председатель научно-производственного проектно-строительного кооператива «Монолит», 17 декабря 1995 г. избран депутатом Государственной думы            | сложил полномочия 18 января 1996 г.  |
| Мелехин Валерий Иванович                | Первоуральский (№ 6)    | группой избирателей  | врач-хирург центральной городской больницы г. Михайловска                                                                                               |                                      |
| Мельников Иван Анатольевич              | Артёмовский (№ 1)       | группой избирателей  | председатель колхоза им. Чапаева |                                      |
| Мишин Игорь Николаевич                  | Орджоникидзевский (№ 5) | «Преображение Урала» | директор телекомпании «4 канал» |                                      |
| Никифоров Валерий Сергеевич             | Артёмовский (№ 1)       | АПР                  | председатель колхоза «Урал», бывший народный депутат Российской Федерации                                                                               |                                      |
| Пинаев Юрий Григорьевич                 | Каменск-Уральский (№ 3) | группой избирателей  | глава администрации г. Асбеста |                                      |
| Россель Эдуард Эргартович               | Нижнетагильский (№ 4)   | «Преображение Урала» | президент Ассоциации экономического взаимодействия областей и республик Уральского региона, 20 августа 1995 г. избран Губернатором Свердловской области | сложил полномочия 23 августа 1995 г. |
| Спектор Шлёма Ицкович (Семён Исаакович) | Верх-Исетский (№ 2)     | группой избирателей  | начальник Свердловского госпиталя для ветеранов войн |                                      |
| Сурганов Вячеслав Сергеевич             | Первоуральский (№ 6)    | группой избирателей  | глава администрации г. Верхняя Пышма |                                      |
| Трушников Валерий Георгиевич            | Серовский (№ 7)         | группой избирателей  | первый заместитель главы администрации Свердловской области                                                                                             |                                      |
| Чемезов Сергей Михайлович               | Каменск-Уральский (№ 3) | группой избирателей  | глава администрации Каменского района |                                      |
| Чернецкий Аркадий Михайлович            | Верх-Исетский (№ 2)     | группой избирателей  | глава администрации г. Екатеринбурга |                                      |
| Якимов Виктор Васильевич                | Каменск-Уральский (№ 3) | группой избирателей  | директор АОЗТ «Содействие» |                                      |

### Руководитель аппарата
- Воробьёв Алексей Петрович (12 мая 1994 — 5 октября 1995)
- Берзин Борис Юрьевич (с 25 октября 1995 г.)

## Завершающий этап работы Думы
14 апреля 1996 г. были выбраны депутаты Законодательного Собрания Свердловской области — 14 депутатов Областной Думы Законодательного Собрания Свердловской области, ставшей правопреемницей Свердловской областной Думы, и 21 депутат Палаты Представителей Законодательного Собрания Свердловской области. В соответствии с областным законом № 5-ОЗ от 26 января 1996 года, 14 депутатов Свердловской областной Думы, не работающих в других органах власти всех уровней, становились депутатами Областной думы Законодательного собрания Свердловской области на срок до очередных выборов в апреле 1998 г. Таким образом был запущен ротационный принцип, положенный в основу комплектования Думы Уставом Свердловской области. Её количественный состав остался таким же — 28 депутатов.
Из 28 депутатов Свердловской областной думы 20 продолжили работу в Законодательном собрании: 15 — в Областной думе (14 из них в соответствии с законом № 5-ОЗ, один — В. С. Сурганов — был избран заново) и 5 — в Палате Представителей (С. А. Акулов, Н. Н. Диденко, С. В. Дубинкин, А. М. Чернецкий и В. В. Якимов). Ещё три депутата избирались в последующие годы: А. Л. Бурков и В. Г. Трушников в 1998 г. и Э. Л. Воробьёва в 2000 г.